# بيل جويس
بيل جويس (بالإنجليزية: Bill Joyce)‏ هو لاعب كرة قدم بريطاني (وحمل سابقاً جنسية المملكة المتحدة لبريطانيا العظمى وأيرلندا) في مركز الهجوم، ولد في 8 أبريل 1877 في المملكة المتحدة. لعب مع بولتون واندررز وتوتنهام هوتسبير.